# 烏魯庫里圖巴
03°07′51″S 58°09′18″W / 3.13083°S 58.15500°W

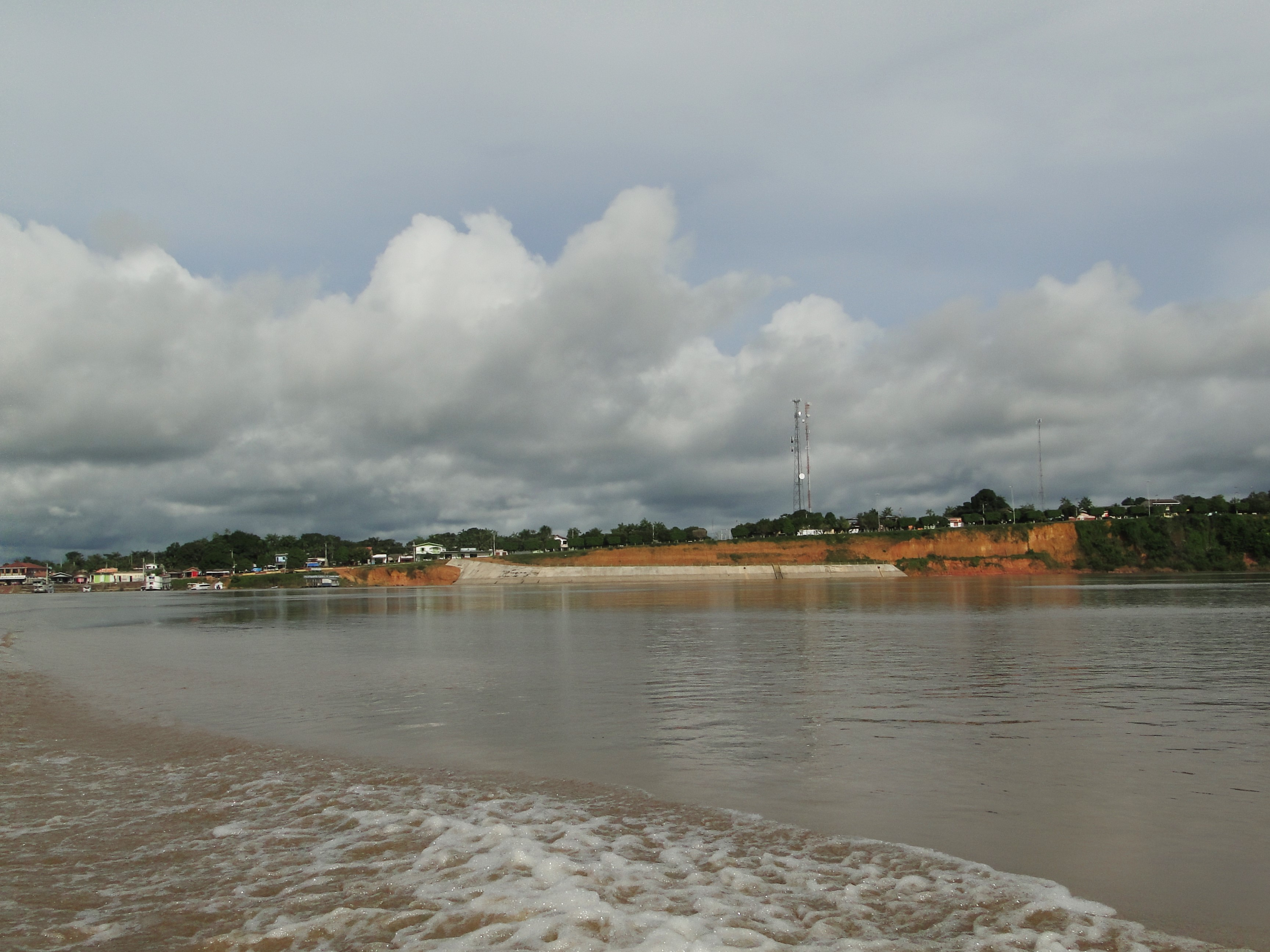
烏魯庫里圖巴

烏魯庫里圖巴（葡萄牙語：Urucurituba）是巴西的城鎮，位於該國北部，由亞馬遜州負責管轄，面積2,907平方公里，2014年人口20,621，該城鎮人口密度為每平方公里7.09人。